# All the Lost Souls
All the Lost Souls es el segundo álbum de estudio de James Blunt, Fue lanzado al mercado el 18 de septiembre de 2007. Este álbum es el que marca la vuelta después del exitoso álbum debut de 2004, Back to Bedlam. El primer sencillo fue "1973", que empezó a sonar en las radios el 23 de julio de 2007.
Muchas de las canciones fueron interpretadas en vivo durante su tour en 2006, incluyendo "1973", "I Really Want You", "Annie" y "I Can't Hear The Music". La banda que los acompaña en sus giras, está constituida por Paul Beard (teclado y segunda voz), Ben Castle (guitarra y segunda voz), Malcolm Moore (bajo y segunda voz) y Karl Brazil (batería y percusión), son los mismos que asisten a Blunt en su nuevo álbum. Tom Rothrock regresa como productor; Rothrock también produjo Back to Bedlam. Blunt cantó "Same Mistake" en su actuación en el concierto Live Earth en Londres.

## Carátula del disco
Victoria Newton de The Sun llamó a la carátula del CD como "la mejor en años", La carátula está diseñada con cientos de fotos de Blunt las que forman un foto-mosaico de su cara.

## Lista de canciones
Todas las canciones son escritas por James Blunt, excepto las que tienen una nota.
1. "1973" (Blunt, Mark Batson) – 4:40
2. "One of the Brightest Stars" (Blunt, Steve McEwan) – 3:12
3. "I'll Take Everything" (Blunt, Eg White) – 3:05
4. "Same Mistake" – 4:59
5. "Carry You Home" (Blunt, Max Martin) – 3:57
6. "Give Me Some Love" – 3:37
7. "I Really Want You" – 3:30
8. "Shine On" – 4:27
9. "Annie" (Blunt, Jimmy Hogarth) – 3:29
10. "I Can't Hear the Music" – 3:45

## Sencillos
El primer sencillo de All the Lost Souls fue "1973". 
Debutó en la cuarta posición en los UK Singles Chart, siendo esta su tercera canción que entra en los top 10 y la quinta que debuta en los UK Singles Chart. En Suiza debutó como la primera, convirtiendo a "1973" en su segunda canción entre las diez mejores en Suiza. "1973" también debutó como número uno en Venezuela.
En los Estados Unidos el tema hizo su primera aparición en los Bubbling Under Hot 100 Singles donde alcanzó la segunda posición. Más tarde debutó en el Billboard Hot 100 como 73.º. El tema alcanzó la posición 77 en los Pop 100.
La canción pasó de la posición 86 a la posición 2 en el Billboard's European Hot 100 Singles.

## Presencia en rankings
En Australia Alemania el álbum All the Lost Souls es certificado con platino por vender 70,000 y 200,000 copias respectivamente. All the Lost Souls es certificado con oro en Bélgica, Estonia, Grecia, Holanda y Suecia. En Argentina, Australia, Canadá, Estonia, Francia, Alemania, Grecia, Irlanda, Italia y en Reino Unido, el álbum se posicionó en el número uno de los charts.

## Charts y certificaciones
| País            | Proveedor (es)                     | Posición | Certificación              | Ventas    |
| --------------- | ---------------------------------- | -------- | -------------------------- | --------- |
| Alemania        | Germany Singles Chart              | 1        | 2xPlatino                  | 400.000   |
| Argentina       | CAPIF                              | 1        | Oro                        | 20.000    |
| Australia       | ARIA                               | 1        | Platino                    | 70.000    |
| Austria         | Ö3 Austria Top 40                  | 1        | Platino                    | 30.000    |
| Bélgica         | Ultratop/IFPI                      | 5        | Oro                        | 25.000    |
| Brasil          | ABPD                               | 9        | Oro                        | 50.000    |
| Canadá          | Canada Albums Chart                | 1        | 2xPlatino                  | 200.000   |
| Corea del Sur   | Korean Album Chart                 | 4        | -                          | -         |
| Chipre          | Cyprus Albums Chart                | 1        | -                          | -         |
| Dinamarca       | IFPI/Nielsen Music Control         | 5        | Platino                    | 30.000    |
| Ecuador         | Discos MTM                         | 6        | -                          | -         |
| España          | Promusicae                         | 13       | -                          | -         |
| Estados Unidos  | Billboard 200                      | 7        | -                          | 200.000   |
| Europa          | Euro Album Chart                   | 1        | Platino                    | 1.000.000 |
| Estonia         | Pedrobeat                          | 1        | Platino                    | 10 000    |
| Finlandia       | GLF                                | 10       | -                          | -         |
| Francia         | SNEP/IFOP                          | 1        | Platino                    | 325.000   |
| Grecia          | IFPI                               | 1        | Oro                        | 10 000    |
| Holanda         | Megacharts/NVPI                    | 2        | Platino                    | 70.000    |
| Hong Kong       | IFPIHK                             | 1        | -                          | -         |
| Hungría         | MAHASZ                             | 6        | Oro                        | 3.000     |
| Irlanda         | IRMA                               | 1        | 5xPlatino [cita requerida] | 75.000    |
| Italia          | FIMI                               | 1        | -                          | -         |
| México          | AMPROFON                           | 19       | -                          | -         |
| México          | Mexican International Albums Chart | 4        | Oro                        | 40,000    |
| Noruega         | Norway Album Chart                 | 3        | -                          | -         |
| Nueva Zelanda   | New Zealand RIANZ Singles Charts   | 1        | Platino                    | 32.000    |
| Portugal        | AFP                                | 9        | -                          | -         |
| Reino Unido     | BPI                                | 1        | 2xPlatino                  | 633.000   |
| República Checa | IFPI                               | 1        | Platino                    | 5.000     |
| Sudáfrica       | South Africa Album Chart           | 1        | -                          | -         |
| Suecia          | GLF                                | 2        | Oro                        | 25.000+   |
| Suiza           | Media Control                      | 1        | 2xPlatino                  | 60.000    |
| Taiwán          | G-Msic/Five Music                  | 16       | -                          | -         |

| Predecesor: "Curtis" de 50 Cent | ARIA Albums Chart - Álbum n.º 1 29 de septiembre de 2007 | Sucesor: "Echoes, Silence, Patience & Grace" de Foo Fighters |